# エステル (ミュージシャン)
エステル（Estelle、本名：Estelle Fanta Swaray、1980年1月18日 - ）は、グラミー賞ノミネート歴を持つイギリスの歌手、ラッパー、ソングライター、音楽プロデューサー。 第51回グラミー賞の最優秀歌曲賞のほか、イギリスのブラック・ミュージックの祭典MOBOアワードを含む複数の賞の受賞歴を持っている。2008年リリースのアルバム『シャイン』からのシングル「アメリカン・ボーイ」が大ヒット。出世曲となった。

## 生い立ち
エステルは、1980年にセネガルで生まれた。家族構成は、シエラレオネ育ちの母親、グレナダ出身の父親、そして9人兄妹の11人家族で、そのような中でエステルは育った。一時期家庭でゴスペルのみを聴かされていたエステルは、それに反発するように小さなラジオを枕の下に隠し持ち、ラジオを通して様々なジャンルの音楽を聴いたという。また教会でも歌を歌っていた。

## 音楽活動

### 2004年: アルバム『The 18th Day』
デビュー前、2003年にミックステープを発表。2004年に自身の誕生日（1月）18日から名付けたアルバム『The 18th Day』でV2レコードからデビュー。このアルバムはイギリスでは発売されたものの、エステルが願っていたアメリカ合衆国での発売は叶わなかった。アルバムからのシングル「1980」、「Free」の2曲は全英シングルチャートでトップ20に入るヒットを記録した。また、MOBOアワードにも選出された。しかし作風やプロモーションなどの面でレーベルや周りの人間と対立し、レーベルを離脱することになった。

### 2008年-2009年: アルバム『シャイン』
その後、エステルは『The 18th Day』収録曲「Hey Girl」に参加していたジョン・レジェンドに音楽面でのサポートを受け、ジョンが立ち上げたレーベル「ホームスクール・レコード」の第1弾アーティストとして契約。また、ジョンをエグゼクティヴ・プロデューサーに迎え、アルバムの製作を開始した。2008年にはウィル・アイ・アム、ワイクリフ・ジョン、マーク・ロンソン、スウィズ・ビーツ、ジャック・スプラッシュといった面々を迎えて製作したアルバム『シャイン』を完成させた。アルバムからのセカンド・シングル「アメリカン・ボーイ」は客演にカニエ・ウエストを迎えた楽曲で、全英シングルチャートで5週連続1位、アメリカ合衆国の総合シングルチャートであるBillboard Hot 100でもロング・ヒットし、最高位9位を記録した。この楽曲で、第51回グラミー賞での最優秀歌曲賞をはじめ、様々な音楽賞における受賞および、ノミネートされた。
2008年12月には、新作のレコーディングを始めたことが明らかになっている。

## ディスコグラフィ
スタジオ・アルバム
- The 18th Day (2004年)
- 『シャイン』 - Shine (2008年)
- 『オール・オブ・ミー』 - All of Me (2012年)
- True Romance (2015年)
- Lovers Rock (2018年)

## フィルモグラフィ
- Safari（2008年） - Augy役
- 『スティーブン・ユニバース』 - Steven Universe(2013年～)　- ガーネット（Garnet）役
- 『誘惑は死の香り』 - Fatal Affair (2020年) - リンダ役